# Seznam ostrovů Karibského moře

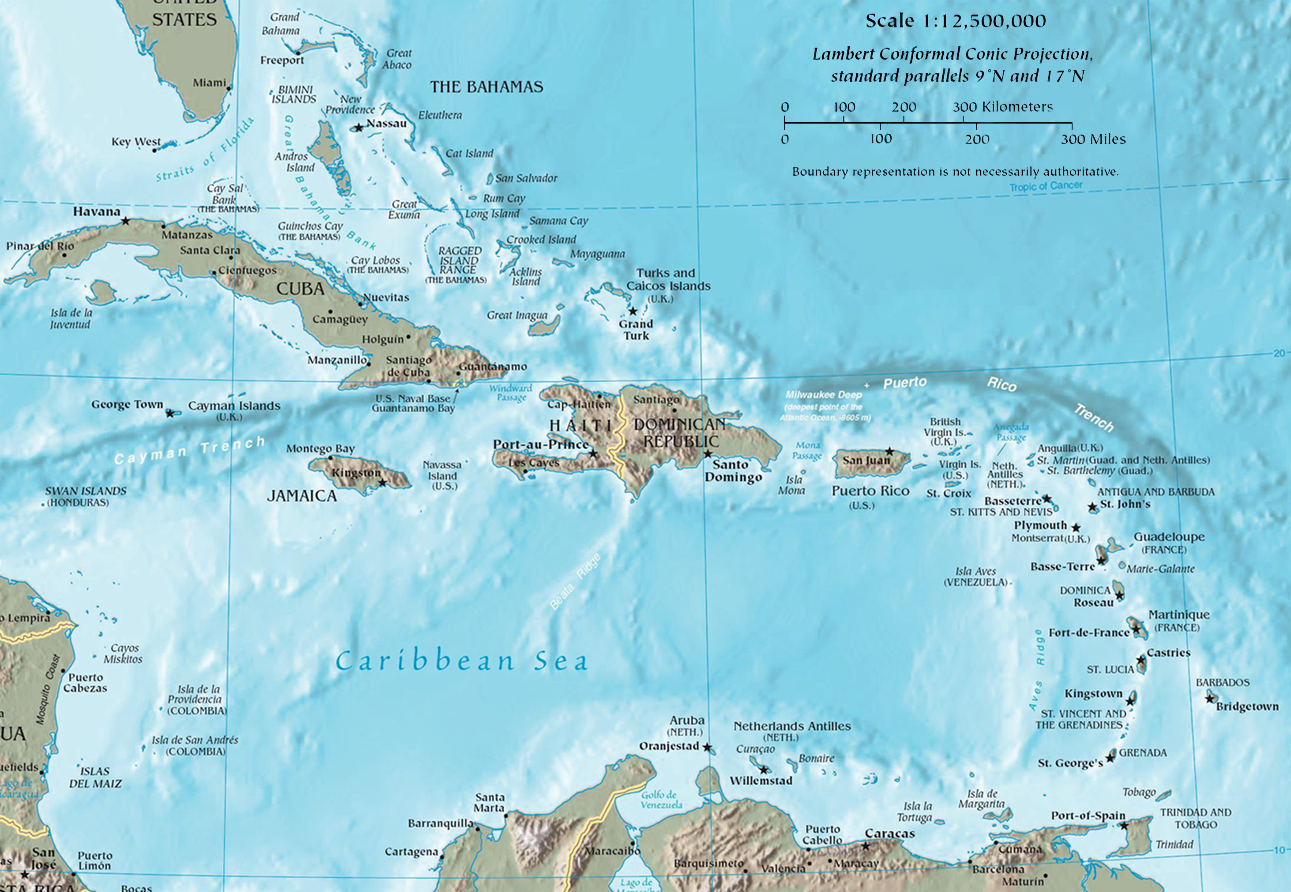
Mapa Karibiku

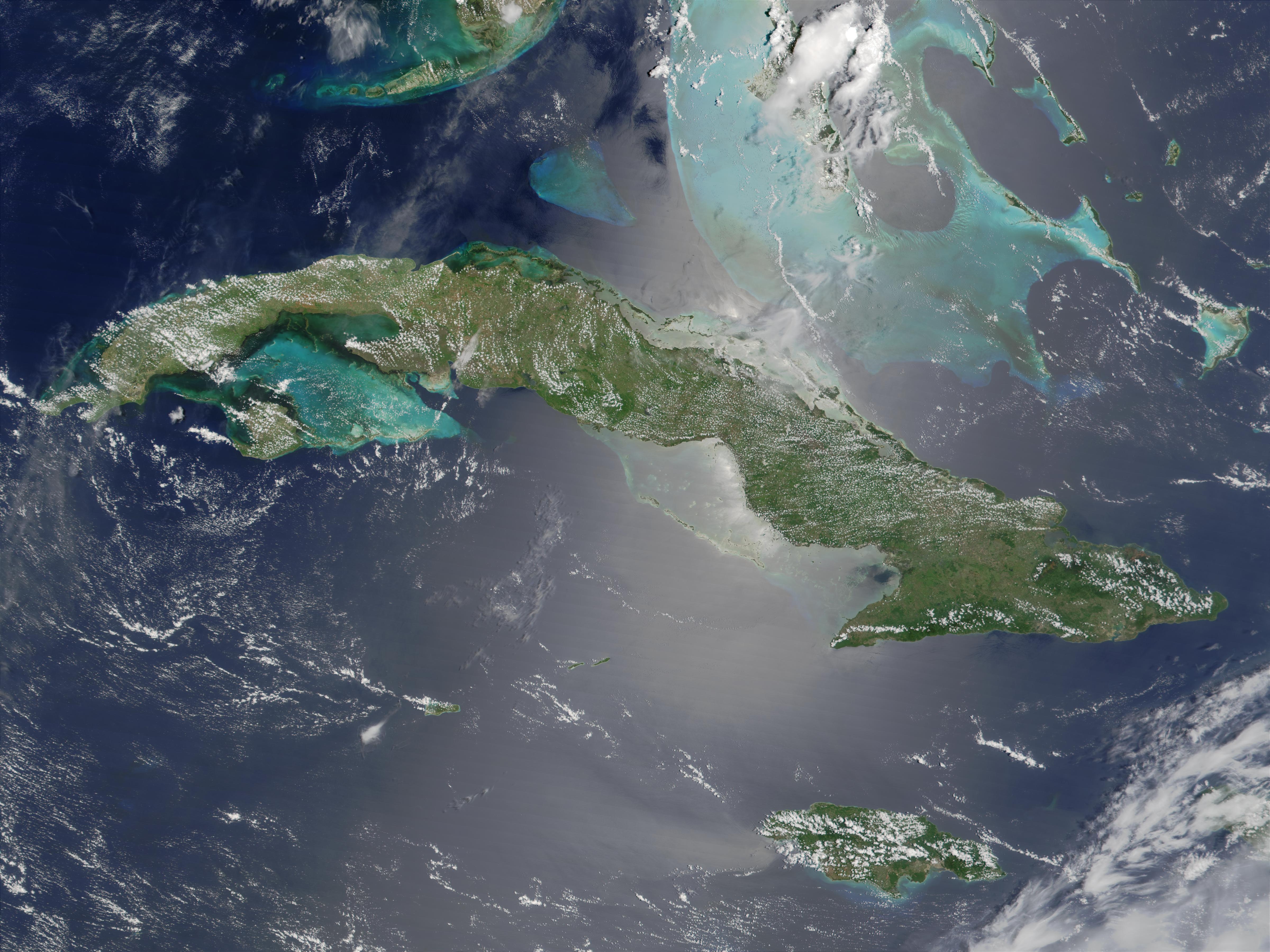
Kuba, Jamajka

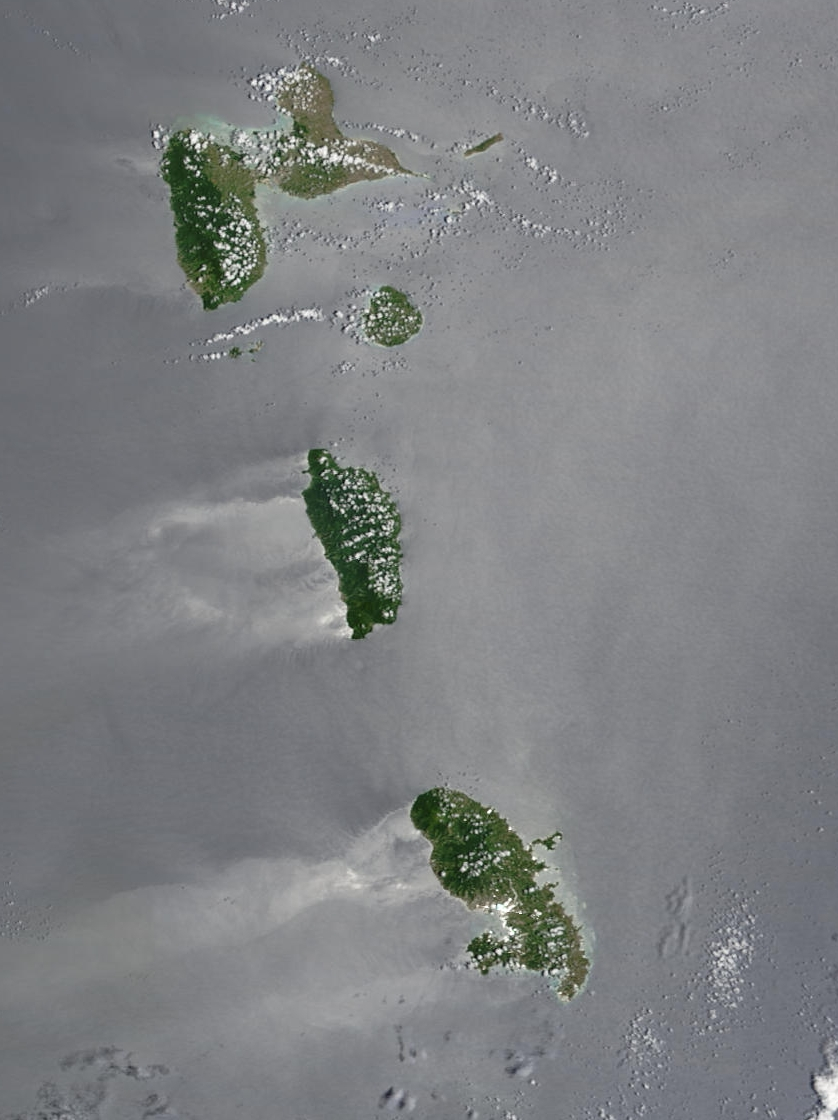
Guadeloupe, Dominika, Martinik

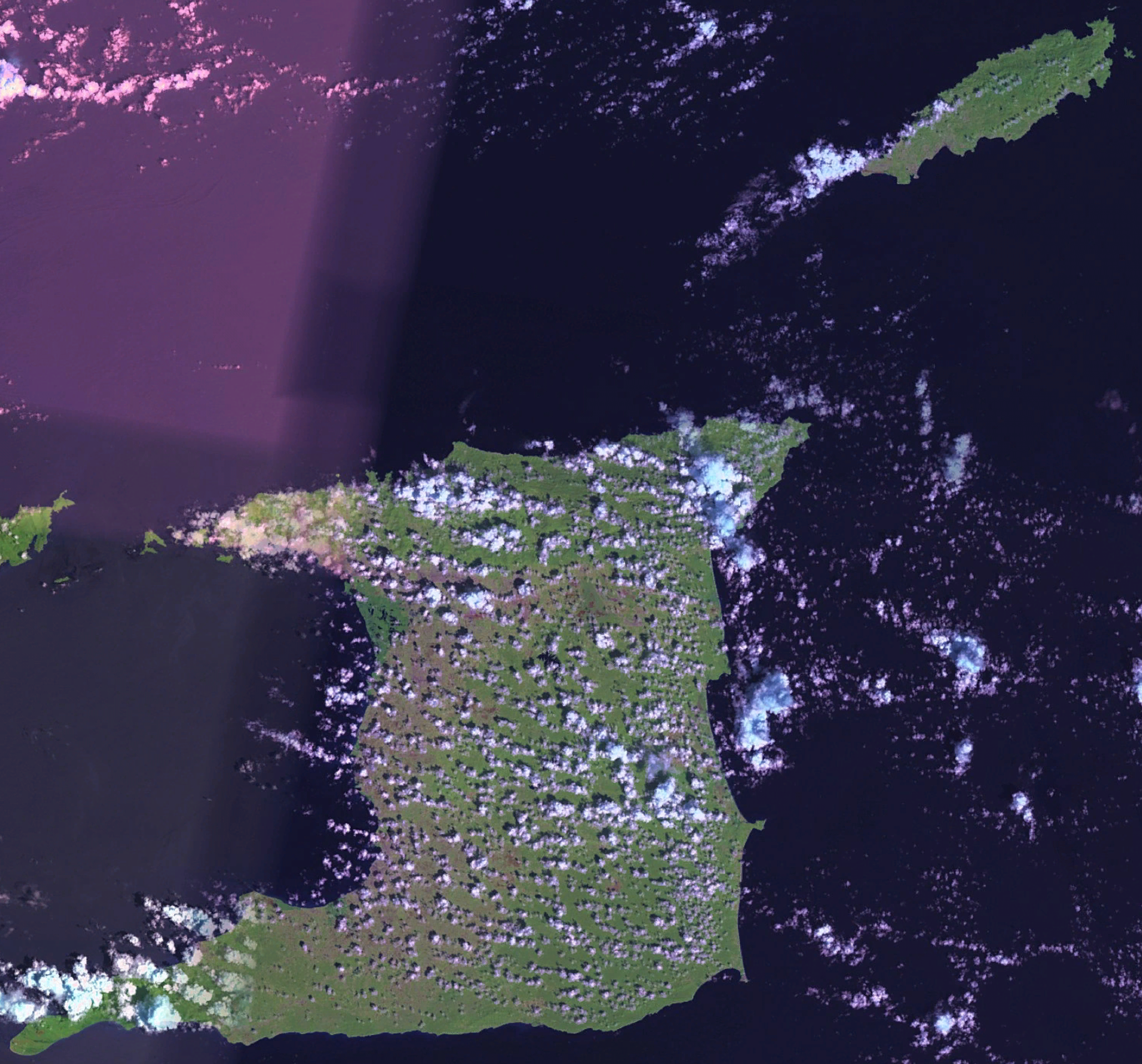
Trinidad a Tobago

Následují přehled zahrnuje významnější a známější ostrovy v Karibském moři. Nejedná se o kompletní seznam ostrovů v Karibiku.
- Velké Antily
  - Kajmanské ostrovy
    - Grand Cayman
    - Little Cayman
    - Cayman Brac

  - Hispaniola (na ostrově leží Haiti a Dominikánská republika)
    - La Gonâve

  - Jamajka (člen Commonwealthu)
  - Kuba (nezávislá republika)
    - Isla de la Juventud

  - Portoriko (přidružený stát USA)
    - Culebra
    - Vieques
    - Mona

  - Navassa
- Malé Antily
  - Závětrné ostrovy
    - Anguilla (zámořské území Spojeného království)
    - Antigua (součást státu Antigua a Barbuda)
    - Barbuda (součást státu Antigua a Barbuda)
    - Redonda (součást státu Antigua a Barbuda)
    - Dominika (nezávislá republika)
    - Guadeloupe (zámořský region Francie)
      - Basse-Terre
      - Grande-Terre
      - Marie-Galante
      - Îles des Saintes
      - La Désirade

    - Montserrat (zámořské území Spojeného království)
    - Nevis (součást ostrova Svatý Kryštof a Nevis)
    - Panenské ostrovy (rozděleny na Britské Pan. ostrovy a Americké Pan. ostrovy)
      - Tortola
      - Virgin Gorda
      - Anegada
      - Jost Van Dyke
      - Saint Croix
      - Saint Thomas
      - Saint John

    - Saba (součást Nizozemského království)
    - Svatý Bartoloměj (francouzské zámořské společenství)
    - Svatý Eustach (součást Nizozemského království)
    - Svatý Kryštof (ostrov Svatý Kryštof a Nevis)
    - Svatý Martin (rozdělený mezi francouzské zámořské společenství a autonomní zemi Nizozemského království)

  - Návětrné ostrovy
    - Barbados (člen Commonwealthu)
    - Grenada (člen Commonwealthu)
    - Grenadiny (mezi ostrovy Grenada a Svatý Vincenc)
    - Martinik (zámořský region Francie)
    - Svatá Lucie (nezávislá republika)
    - Svatý Vincenc (součást státu Svatý Vincenc a Grenadiny)
    - Tobago (součást republiky Trinidad a Tobago)
    - Trinidad (součást republiky Trinidad a Tobago)

  - Závětrné Antily
    - Aruba (součást Nizozemského království)
    - Bonaire (součást Nizozemského království)
    - Curaçao (součást Nizozemského království)
    - Isla de Margarita (součást venezuelského státu Nueva Esparta)
    - souostroví venezuelských federálních dependencí
- ostrovy při pobřeží Střední Ameriky
  - Cozumel (Mexiko)
  - řada ostrovů při pobřeží Belize (např. Ambergris Caye, Turneffe Atoll)
  - Islas de la Bahía (Honduras)
  - Corn Islands, Cayos Miskitos (Nikaragua)
  - San Andrés a Providencia (Kolumbie)
  - Bocas del Toro, San Blas Islands, Escudo de Veraguas (Panama)